# Mark Boswell
Mark Boswell (Mandeville, 28 luglio 1977) è un altista canadese.

## Biografia
Cresciuto a Brampton, in Ontario è un atleta canadese. Boswell ha frequentato l'università del Texas ad Austin.